# Генератор Маркса
Генера́тор Ма́ркса — генератор импульсного высокого напряжения, принцип действия которого основан на зарядке электрическим током соединённых параллельно (через резисторы) конденсаторов, соединяющихся после зарядки последовательно при помощи различных коммутирующих устройств (например, газовых разрядников или тригатронов). Таким образом выходное напряжение увеличивается пропорционально количеству соединённых конденсаторов.

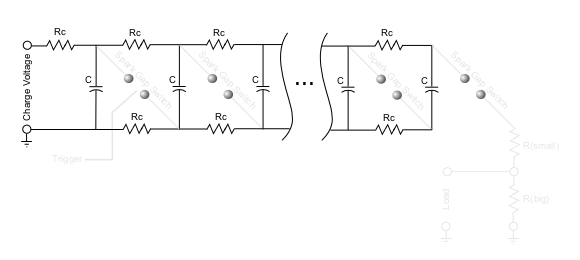
Общая схема и стадия заряда

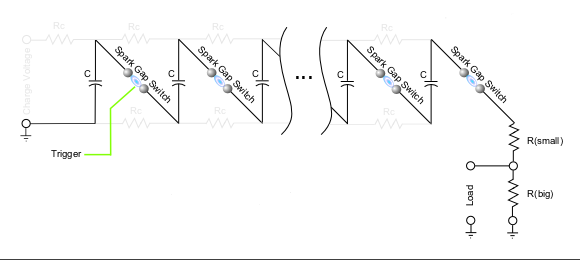
Стадия разряда

После зарядки конденсаторов запуск генератора обычно производится после срабатывания первого разрядника (на рисунке обозначенного как trigger (триггер). После срабатывания триггера перенапряжение на разрядниках заставляет срабатывать все зарядники практически одновременно, чем и производится последовательное соединение заряженных конденсаторов.
Генераторы Маркса позволяют получать импульсные напряжения от десятков киловольт до десятка мегавольт.
Частота импульсов, вырабатываемых генератором Маркса, зависит от мощности генератора в импульсе — от единиц импульсов в час до нескольких десятков герц.
Энергия в импульсе генераторов Маркса широко варьируется (от дециджоулей до десятков мегаджоулей).

## Пример конструкции

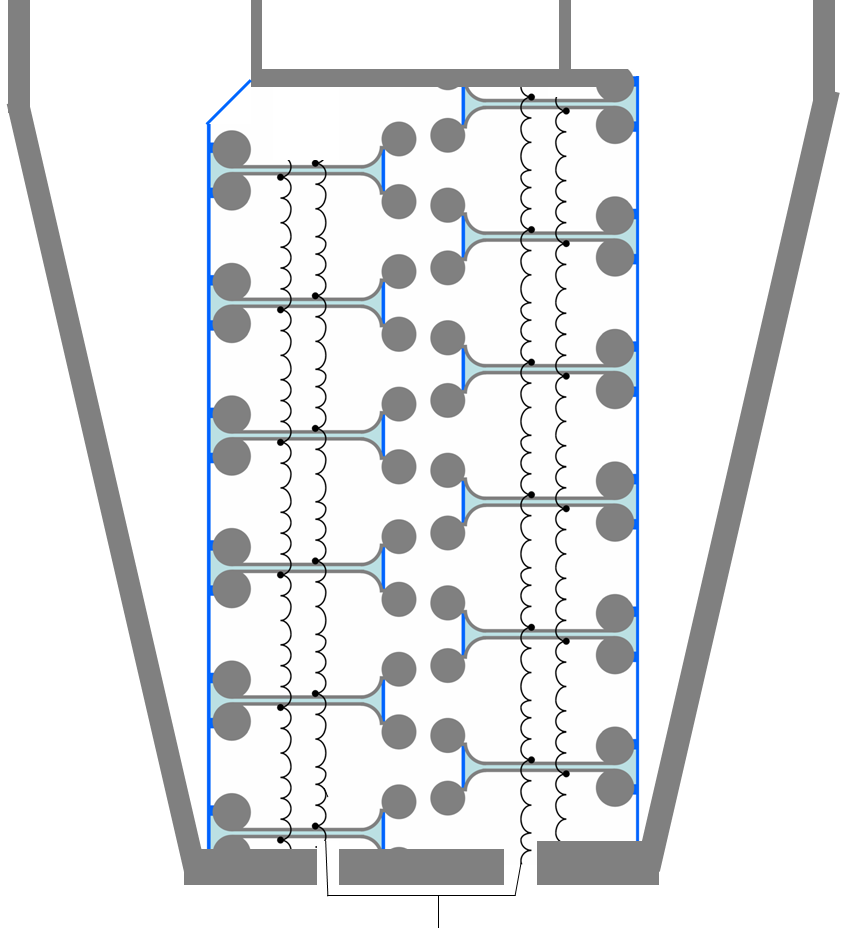
Коаксиальная конструкция генератора Маркса. Является источником импульсов с ~5 нс фронтом.
Голубые полоски — диэлектрик (вода) конденсаторов, обкладки которых соединены резисторами (выполнены из скрученной высокоомной проволоки). Разрядные промежутки (двойная линия шаров посередине) расположены так близко, как возможно, и самосинхронизируются вспышками УФ-излучения. Питающее напряжение подводится снизу, высокое снимается с цилиндра наверху.

Лабораторные малые генераторы Маркса до напряжений в 100—200 киловольт могут исполняться с воздушной изоляцией, более мощные генераторы Маркса с более высокими рабочими импульсными напряжениями могут выполняться с вакуумной, газовой (газ с высокой электрической прочностью под давлением, например элегаз), масляной изоляцией, препятствующей как непосредственным паразитным пробоям воздуха, так и стеканию зарядов с установки вследствие коронных разрядов.
В случае исполнения генераторов Маркса с вакуумной, газовой или масляной изоляцией генератор обычно помещается в герметичную вакуумированную или заполненную указанными веществами ёмкость. В некоторых конструкциях генераторов Маркса применяют герметизацию конденсаторов и резисторов, но газовые разрядники располагают на воздухе.
В качестве разрядников применяют воздушные разрядники (например, с глушителями звука) на напряжение до 100 кВ и ток до 1000 кА, вакуумные разрядники, игнитроны, импульсные водородные тиратроны. Тиристоры в качестве коммутирующих элементов практически не применяются в связи с малыми значениями обратного напряжения и трудностями синхронизации их срабатывания в случае последовательного соединения. Все виды разрядников отличаются теми или иными различными недостатками (эрозией электродов, недостаточным быстродействием, незначительным сроком службы и т. д.) либо дороги, как, например, водородные тиратроны.
Для снижения потерь в качестве защитных и разделительных (зарядных) элементов генератора вместо резисторов в некоторых случаях применяют высокодобротные дроссели.
В некоторых конструкциях генераторов в качестве резисторов применяют жидкостные сопротивления (резисторы).
На рисунке (коаксиальная конструкция) изображён генератор Маркса, использующий жидкостные конденсаторы на деионизированной воде. Такая конструкция улучшает технологичность конденсатора, уменьшает длину соединительных проводников, а также позволяет значительно уменьшить общее время срабатывания разрядников благодаря их облучению УФ-излучением разрядников, сработавших чуть раньше.
Основной недостаток генератора Маркса состоит в том, что при уровне зарядного напряжения порядка (50—100)⋅103 В он должен содержать 5—8 ступеней с таким же количеством искровых коммутаторов, что связано с ухудшением удельных энергетических и массо-габаритных параметров и снижением КПД. В режиме разряда генератора Маркса потери складываются из потерь в конденсаторах и искровых промежутках и сопротивления нагрузки, например, канала разряда в главном разрядном промежутке. Для уменьшения потерь стремятся снижать сопротивления искровых коммутаторов ГИН, например, помещением их в электрически прочный газ под давлением, применяют конденсаторы с повышенной добротностью, оптимизируют инициирование пробоя для достижения минимальных пробивных градиентов и т. п.

## Применение
Генератор импульсов высокого напряжения (генератор импульсного напряжения, ГИН) Маркса используется в разнообразных исследованиях в науке, а также для решения разнообразных задач в технике. В некоторых установках генераторы Маркса работают и в качестве генераторов импульсного тока (ГИТ).
В некоторых установках объединяют два генератора Маркса в единую установку, в которой многоступенчатый ГИН с конденсаторами небольшой общей ёмкостью обеспечивает высокий потенциал напряжения, необходимый для развития разряда основного малоступенчатого ГИТ с конденсаторами большой общей ёмкости, со сравнительно невысоким потенциалом, но большой силой тока в продолжительном импульсе.
Например, генераторы Маркса применяются (начальное историческое применение) в ядерных и термоядерных исследованиях для ускорения различных элементарных частиц, создания ионных пучков, создания релятивистских электронных пучков для инициирования термоядерных реакций.
Генераторы Маркса применяются в качестве мощных источников накачки квантовых генераторов, для исследований состояний плазмы, для исследований импульсных электромагнитных излучений.
В военной технике генераторы Маркса в комплексе с, например, виркаторами в качестве генераторов излучения применяются в качестве электромагнитного оружия, действие которого основано на поражении целей радиочастотным электромагнитным излучением (РЧЭМИ).
В промышленности генераторы Маркса наряду с другими источниками импульсных напряжений и токов применяются в электрогидравлической обработке материалов, дроблении, бурении, уплотнении грунтов и бетонных смесей.

## История
Генератор импульсов высокого напряжения изобретён немецким инженером Эрвином Марксом в 1924 году, построен в 1926 году. В отечественных источниках генератор Маркса часто называют генератором Аркадьева — Маркса или генератором Маркса — Аркадьева. Отдельные отечественные исследователи генератор Маркса называют генератором Аркадьева — Баклина — Маркса. Такое название возникло в связи с тем, что в 1914 году В. К. Аркадьев совместно с Н. В. Баклиным построил так называемый «генератор молний», который являлся первым импульсным генератором в России, работавшим на принципе последовательного соединения конденсаторов для получения умноженного напряжения.
Генератор Аркадьева — Баклина принципиально напоминал работу генератора Маркса, но в отличие от него использовал контактно-механический способ соединения конденсаторов ступеней, а не бесконтактный, как в генераторе Маркса.
Ежегодно Ассоциация электротехники, электроники и информационных технологий Германии присуждает премии им. Эрвина Маркса лучшим выпускникам Брауншвейгского технического университета и Брауншвейгского университета прикладных наук «Ostfalia».